# Друга аустроугарска офанзива на Србију
Друга аустроугарска офанзива на Србију или Дринска битка представља низ борби које су водиле снаге Краљевине Србије, са циљем да зауставе други покушај Аустроугарске да продре у Србију, током 1914. године. После тешких и крвавих рововских борби, српска војска је била приморана на повлачење, услед мањка хране, ратног материјала, а поготово артиљеријске муниције. Повлачење српске војске, повукло је са собом и егзодус локалног становништва, које се бојало нових масакра од стране аустроугарске војске. У вези са овом офанзивом су битке на Дрини и на Мачковом камену.

## Припреме, распоред снага, планови
После Церске битке, Друга аустријска армија пребачена је са српског на руски фронт, оставивши само једну дивизију на Сави под командом генерала Крауса. Пета армија се улогорила на левој обали Дрине, на фронту Бијељина - Батар, а Шеста армија, која је оставила једну брдску бригаду на горњој Дрини, пребачена је ближе Петој армији, на простор: Зворник – Сребреница - Власеница, где је доведена и стратегијска резерва - једна дивизија - из Сарајева.

## Офанзива и битка на Дрини
Офанзива је отпочела 8. септембра. По цену губитка шест батаљона и три топа, који су из једне дивизије Друге српске армије у циљу демонстрације, 6. септембра пребачени на леву обалу Саве источно од Сремске Митровице, Прва српска армија успела је да пређе Саву према Купинову и да предузме успешну офанзиву у Срему. Убрзо затим, командант аустријске Балканске војске Поћорек, у циљу парирања офанзиве српске војске у Срему, предузима 8. септембра снажну офанзиву на Дрини и то: са Петом армијом против Друге српске армије, а са Шестом армијом против Треће српске армије.
Српска Врховна команда обуставља напредовање и успешну офанзиву Прве армије у Срему и пребацује обе њене пешадијске дивизије преко Ваљева ка Крупњу на угрожено лево крило Треће армије, а коњичку дивизију упућује као додатно појачање Другој армији, и ако је она успела да Пету аустријску армију заустави на обалама Дрине. Офанзива аустријске Балканске војске је заустављена, не само упорним и крвавим борбама на фронту ојачане Треће и Друге армије, већ и наступањем српске Ужичке војске, уз садејство са Црногорцима, ка Власеници и Сарајеву у позадину Шесте аустријске армије.
Немајући снаге да Србе потисне на главном фронту, а сагледавши опасност по десни бок и позадину своје Шесте армије, Поћорек захтева хитну помоћ од Врховне Команде Целокупне аустријске војске. После позива Поћорека, аустријским снагама стиже појачање из унутрашњости Монархије, и организована је, не само заштита бока Шесте армије, већ је српска Ужичка војска потиснута натраг ка Вишеграду. Аустријанци су, од трупа у Срему, после одступања Прве српске армије, формирали Комбиновани Корпус, под командом генерала Крауса и пребацили га преко Саве северно од Шапца, да нападне десни бок и позадину Друге српске армије. Настале су огорчене борбе на дугачком фронту: Шабац – Митровица – Лешница – Лозница – Крупањ – Љубовија - Бајина Башта - Вишеград, које су прешле у једну дуготрајну позициону рововску битку. За време борбе, код српске војске се осетила велика исцрпљеност у људству и опреми, јер регрути још нису били спремни за ратна дејства, а помоћ у опреми сваке врсте, поготово у артиљеријској муницији, која се очекивала сваког дана, да преко Солуна стигне из Француске, није пристизала.

## Битка на Мачковом камену
Српски 5. прекобројни пук уз подршку пољске артиљерије је почео напад на аустроугарску одбрану на М. ујутро 19. септембра, али је због снажног отпора одбијен. Да би преотео Мачков камен, командант 16. ау. корпуса напада ујутру 21. септембра са 1., 2., и 7. брдском бригадом. У зору 22. септембра непријатељ поново напада од Кошутње стопе гребеном ка Мачковом камену са 1. и 2. брдском бригадом и Скадарским одредом (доведен из Скадра), 7. брдском од Ужиналишта, 6. брдском на Перуници, и 13. брдском од Липничке главе (Липник) ка Црвењу. Послије жестоких борби са наизмјеничним узастопним јуришима и борбама прса о прса, аустроугарске снаге успијевају да одбију српске трупе због велике надмоћности артиљерије. У једном јуришу погиба командант 4. пука I позива потпуковник Душан Пурић. Послије овога 4. пук почиње да одступа, а око 16 часова и остали пукови, на линију Шанац-Рујевачке рудине-Ободњик.

## Заустављање офанзиве
Након тешких и крвавих борби на обалама Дрине и српског повлачења са Мачковог камена ка унутрашњости Србије и Дрини, српска војска је успела да заустави офанзиву аустроугарске војске.